# Lysiphlebus ussuriensis
Lysiphlebus ussuriensis är en stekelart som beskrevs av Kiriac 1979. Lysiphlebus ussuriensis ingår i släktet Lysiphlebus och familjen bracksteklar. Inga underarter finns listade i Catalogue of Life.